# Three Maxims
Three Maxims é um filme de drama franco-britânico de 1936 dirigido por Herbert Wilcox.